# 張臣
張 臣（ちょう しん、生没年不詳）は、明代の軍人。本貫は楡林衛。

## 生涯
兵士から身を立て、隊長となった。敏捷精悍で、危険な戦いを好み、堅陣を落とした。千総の劉朋に従って黄甫川を守った。劉朋が敵に遭遇して馬を失って包囲されたとき、張臣は単騎で駆けつけて救援し、敵の首領に射当てて、馬を奪って劉朋を載せて帰った。これにより名を知られるようになった。ほどなく劉朋に代わって千総となり、跨馬梁・李家溝・高家堡・田家梁・西紅山で歴戦して、いずれも功績を挙げた。宣府の膳房堡の守備に転じた。あるとき敵が侵入して堡を包囲し、張臣を生け捕りにしようとした。張臣は部下を召し出して水を酌んで酒に見立て、歓呼放吟して騒ぎ立てた。敵はその思惑を図ることができず、攻めかかろうとしなかった。張臣は夜間に包囲を破って脱出し、他道を取って帰った。延綏衛に入って游撃将軍に抜擢された。
1567年（隆慶元年）9月、チャハルのトゥメン・ジャサクト・ハーンが昌黎・撫寧・楽亭・盧龍に侵入し、その別動隊が灤河にいたった。明の諸将はあえて戦おうとする者がいなかったが、張臣はひとり兵を率いて灤河に赴いた。遼東総兵の王治道が勝ち目はないと諫めたが、張臣は聞き入れず、部下1000人を武装させて直行し、叫び声を上げて山谷を震わせた。敵に斬り込んで前進し、棒槌崖まで追撃した。敵の110人あまりが斬首され、崖に落ちて死傷した者は数えきれなかった。事後に戦おうとしなかった薊州鎮の諸将たちは罪を得て、張臣は功績により秩二級を加増された。ほどなく敵が場子嶺に潜入し、参将の呉昂が殺されたため、張臣がこれに代わって参将に任じられた。ほどなく副総兵に昇進し、総督標下事をつとめ、薊州鎮西協を守備した。
万暦初年、功績により都督僉事の代行に進んだ。1576年（万暦4年）、炒蛮が古北口に潜入すると、参将の范宗儒が十八盤山まで追撃して戦没し、残兵が包囲された。張臣は游撃の高廷礼らとともに救援に駆けつけ、敵を退却させた。罪に問われて秩一級を引き下げられた。1577年（万暦5年）春、総兵官として寧夏に駐屯し守備した。順義王アルタンがオイラトに報復しようと、賀蘭山への道を取ろうとしたが、張臣は許可しなかった。アルタンは怒り、その言葉は不遜になった。張臣は夜間に漢渠・唐渠の水を決壊させ、道を通れなくし、兵を赤木口に布陣した。そこでアルタンは山後から去った。3年間互市がおこなわれて、騒ぎ立てる者はいなかった。辺境を巡察する給事中が煩瑣な礼節に恨みを抱き、張臣は弾劾を受けて罷免された。
1583年（万暦11年）、小阿卜戸が明の黒峪関を侵犯し、守将の陳文治以下が捕らえられた。張臣は副総兵として再び起用され、馬蘭峪に駐屯し守備した。朶顔衛の長昂がたびたび辺境を騒がし、薊州鎮総兵官の楊四畏はこれを防ぐことができなかった。楊四畏は保定に異動し、張臣が代わって薊州鎮総兵官となった。長昂は張臣をはばかって、従母の土阿や妻の東桂を使者として降伏を願い出た。猛可真はアルタンの弟の老把都のかつての妾であり、小阿卜戸とともに黒峪関を侵犯したとして罪に問われ、歳賞を取りやめられていた。猛可真は明への帰順が認められると、再び傲慢な態度を見せ始めたものの、大嬖只に代わって謝罪させた。大嬖只は順義王乞慶哈のかつての妾であった。張臣はその偽りを見抜いて、将士を塞外に出して23人を捕らえさせて獄に繋ぎ、拘束されていた明人の身柄の返還を求めた。捕らえた中に猛可真の愛人5人がいたため、猛可真は低姿勢で捕虜の返還に応じた。前後して80人あまりの明人が帰国し、中には数十年拘束されていた者もいた。ほどなく張臣は都督同知の代行に進み、僉書左府事として召喚された。陝西総兵官として出向し、固原に駐屯し守備した。
1590年（万暦18年）春、張臣は甘粛総兵官に転じた。青海部長の火落赤が明の洮州・河州を侵犯し、オルドス部長のボショクト・ジノンが火落赤の侵攻を手助けしようとした。その母が泣いて止めたが、ボショクト・ジノンは従わず、妻女を連れて永昌の宋家荘を経由して侵入した。張臣は水泉三道溝で迎撃し、手ずから数人を殴り殺し、その軍旗を奪った。ボショクト・ジノンとその仲間の炒胡児はいずれも流れ矢に当たって逃走し、張臣は傷を負った。将士100人あまりを斬り、ボショクト・ジノンの愛娘を生け捕りにし、牛・馬・羊10800頭あまりを鹵獲した。ボショクト・ジノンは宰僧とともに西海に隠れた。後にボショクト・ジノンは宰僧を通じて明に謝罪し、その母や順義王もまたかれのために代弁したので、その娘の身柄を返還され、オルドスに帰った。張臣は功績により秩を進められた。
このころ北方の諸部が活発に活動し、明では経略の鄭洛が外交にあたっていたが、張臣は鄭洛を頼むに足りないとみなして、八難・五要を陳述した文章を上書した。張臣は戦場で負った傷が重く、帰郷を願い出たが、万暦帝に許可されなかった。2年後、病のため官を辞した。
子に張承廕があった。